# Badminton agli Island Games
Il badminton fu ospitato negli Island Games sin dal 1985. Non furono organizzati invece nell'edizione 2007.

## Singolo maschile
| Edizione          |              |              |                |                |
| Edizione          | Oro          | Argento      | Bronzo         | Bronzo         |
| ----------------- | ------------ | ------------ | -------------- | -------------- |
| Island Games 1985 | Guernsey     | Guernsey     | Guernsey       | Isole Shetland |
| Island Games 1987 | Guernsey     | Islanda      | Islanda        | Islanda        |
| Island Games 1989 | Islanda      | Islanda      | Isola di Wight | Jersey         |
| Island Games 1991 | Guernsey     | Groenlandia  | Groenlandia    | Jersey         |
| Island Games 1993 | Guernsey     | Guernsey     | Groenlandia    | Jersey         |
| Island Games 1995 | Guernsey     | Guernsey     | Guernsey       | Jersey         |
| Island Games 1997 | Guernsey     | Guernsey     | Fær Øer        | Guernsey       |
| Island Games 1999 | Guernsey     | Guernsey     | Groenlandia    | Jersey         |
| Island Games 2001 | Guernsey     | Groenlandia  | Fær Øer        | Groenlandia    |
| Island Games 2003 | Guernsey     | Guernsey     | Groenlandia    | Isola di Man   |
| Island Games 2005 | Groenlandia  | Fær Øer      | Fær Øer        | Guernsey       |
| Island Games 2009 | Groenlandia  | Groenlandia  | Fær Øer        | Minorca        |
| Island Games 2011 | Isola di Man | Groenlandia  | Guernsey       |                |
| Island Games 2013 | Guernsey     | Isola di Man | Minorca        |                |
| Island Games 2015 | Jersey       | Fær Øer      | Fær Øer        |                |

## Singolo femminile
| Edizione          |                |              |                |                |
| Edizione          | Oro            | Argento      | Bronzo         | Bronzo         |
| ----------------- | -------------- | ------------ | -------------- | -------------- |
| Island Games 1985 | Guernsey       | Guernsey     | Islanda        | Isola di Man   |
| Island Games 1987 | Guernsey       | Guernsey     | Guernsey       | Isola di Wight |
| Island Games 1989 | Islanda        | Guernsey     | Isola di Man   | Jersey         |
| Island Games 1991 | Islanda        | Jersey       | Isola di Wight | Anglesey       |
| Island Games 1993 | Islanda        | Guernsey     | Guernsey       | Anglesey       |
| Island Games 1995 | Jersey         | Jersey       | Guernsey       | Jersey         |
| Island Games 1997 | Jersey         | Jersey       | Gotland        | Anglesey       |
| Island Games 1999 | Jersey         | Jersey       | Gotland        | Guernsey       |
| Island Games 2001 | Jersey         | Guernsey     | Gotland        | Guernsey       |
| Island Games 2003 | Guernsey       | Gotland      | Guernsey       | Jersey         |
| Island Games 2005 | Jersey         | Guernsey     | Jersey         | Isole Shetland |
| Island Games 2009 | Fær Øer        | Groenlandia  | Isola di Man   | Isola di Man   |
| Island Games 2011 | Isola di Wight | Guernsey     | Isola di Man   |                |
| Island Games 2013 | Guernsey       | Guernsey     | Fær Øer        |                |
| Island Games 2015 | Fær Øer        | Isola di Man | Guernsey       |                |

## Vincitori

### Competizione individuale
| Edizione          | Singolo maschile         | Singolo femminile        | Doppio maschile                        | Doppio femminile                             | Doppio misto                                      |
| ----------------- | ------------------------ | ------------------------ | -------------------------------------- | -------------------------------------------- | ------------------------------------------------- |
| Island Games 1985 | Mark Leadbeater          | Sally Podger             | Steve Watson Ian Goodfellow            | Sally Podger Wendy Luxton                    | Steve Watson Jean Lawson                          |
| Island Games 1987 | Jimmy McKenna            | Sally Podger             | Armann Thorvaldsson Adolfsson          | Sally Podger Wendy Luxton                    | Steve Watson Jean Lawson                          |
| Island Games 1989 | Armann Thorvaldsson      | Thordis Edwald           | Armann Thorvaldsson Snorri Ingvarsson  | Jean Lawson Sally Adams                      | Steve Watson Jean Lawson                          |
| Island Games 1991 | Jimmy McKenna            | Gudrún Júlíusdóttír      | Jimmy McKenna Mark Leadbeater          | Wendy Trebert Sarah Le Moigne                | Steve Watson Sally Adams                          |
| Island Games 1993 | Darren Le Tissier        | Elsan Nielsen            | Darren Le Tissier Wangsa               | Hutchins                                     | Darren Le Tissier Hunt                            |
| Island Games 1995 | Mark Leadbeater          | Elizabeth Cann           | Darren Le Tissier Mark Leadbeater      | Elizabeth Cann Danielle Le Feuvre            | Mark Leadbeater Sarah Le Moigne                   |
| Island Games 1997 | Glenn MacFarlane         | Elizabeth Cann           | Glenn MacFarlane Mark Leadbeater       | Elizabeth Cann Danielle Le Feuvre            | Mark Leadbeater Sarah Le Moigne                   |
| Island Games 1999 | Darren Le Tissier        | Danielle Le Feuvre       | Darren Le Tissier Glenn MacFarlane     | Kerry Duffin Danielle Le Feuvre              | Glenn MacFarlane Sarah Le Moigne                  |
| Island Games 2001 | Glenn MacFarlane         | Kerry Duffin             | Glenn MacFarlane Paul Le Tocq          | Kerry Duffin Krystle Matthews                | Glenn MacFarlane Sarah Le Moigne                  |
| Island Games 2003 | Darren Le Tissier        | Elena Johnson            | Darren Le Tissier Kevin Le Moigne      | S. Garbutt Sally Wood                        | Darren Le Tissier Wendy Trebert                   |
| Island Games 2005 | Bror Madsen              | Mariana Agathangelou     | Anton Kriel Chrid Cotillard            | Mariana Agathangelou Kerry Coombs-Goodfellow | Chris Cotillard Mariana Agathangelou              |
| Island Games 2007 | Nessuna competizione     | Nessuna competizione     | Nessuna competizione                   | Nessuna competizione                         | Nessuna competizione                              |
| Island Games 2009 | Frederik Kjærholm Elsner | Sigrun Smith             | Aksel Poulsen Bjartur Lamhauge         | Gayle Lloyd Kiara Green                      | Christopher Cotillard Kimberly Ashton             |
| Island Games 2011 | Joshua Green             | Anna Showan              | Niclas Højgaard Eysturoy Aksel Poulsen | Gayle Lloyd Kiara Green                      | Sarah Garbutt Paul Le Tocq                        |
| Island Games 2013 | Paul Le Tocq             | Elena Johnson            | Bror Madsen Taatsiannguaq Pedersen     | Cristen Callow Kimberley Clague              | Rannvá Djurhuus Carlsson Niclas Højgaard Eysturoy |
| Island Games 2015 | Mark Constable           | Rannvá Djurhuus Carlsson | Bror Madsen Jens Frederik Nielsen      | Kimberley Clague Cristen Marritt             | Bjorn Erikson Caroline Gate                       |

## Migliori giocatori
Sotto è riportata la lista dei migliori giocatori di sempre del torneo di badminton degli Island Games:
| Nome                        | MS | WS | MD | WD | XD | Totale |
| --------------------------- | -- | -- | -- | -- | -- | ------ |
| Darren Le Tissier           | 3  |    | 4  |    | 2  | 9      |
| Mark Leadbeater             | 2  |    | 3  |    | 2  | 7      |
| Glenn MacFarlane            | 2  |    | 3  |    | 2  | 7      |
| Sarah Garbutt née Le Moigne |    |    |    | 3  | 5  | 8      |
| Sally Wood née Podger       |    | 2  |    | 3  |    | 5      |
| Steve Watson                |    |    | 1  |    | 4  | 5      |
| Elizabeth Cann              |    | 2  |    | 2  |    | 4      |
| Danielle Le Feuvre          |    | 1  |    | 3  |    | 4      |
| Jean Lawson                 |    |    |    | 1  | 3  | 4      |
| Armann Thorvaldsson         | 1  |    | 2  |    |    | 3      |
| Bror Madson                 | 1  |    | 2  |    |    | 3      |
| Paul Le Tocq                | 1  |    | 1  |    | 1  | 3      |